# Batocera hlaveki
Batocera hlaveki là một loài bọ cánh cứng trong họ Cerambycidae.